# Camellia cuspidata
Camellia cuspidata là một loài thực vật có hoa trong họ Theaceae. Loài này được (Kochs) Bean mô tả khoa học đầu tiên năm 1914.